# アシンメトリー (堀江由衣の曲)
「アシンメトリー」は、堀江由衣の楽曲。19枚目のシングルとして2015年11月4日にスターチャイルドから発売された。

## 概要
前作「Stay With Me」から8ヶ月ぶりのリリースとなる、2015年2枚目のシングル。
表題曲「アシンメトリー」は、テレビアニメ『K RETURN OF KINGS』のオープニングテーマに使用された。楽曲自体は前作『K』の主題歌を担当していたangelaが楽曲を提供している。すでにアルバムでは数曲楽曲を提供しているが、シングルでは初となる。
販売形態は初回限定盤、アニメ盤、通常盤の3種リリース。堀江がアニメ盤をリリースするのは初の試みとなる。初回限定盤には表題曲「アシンメトリー」のPVを収録したDVDが同梱され、アニメ盤には初回プレス限定で「名シーンカード封入」（全5種）がランダムで封入される。

## チャート成績
11月16日付のオリコン週間ランキングでは初動0.8万枚を売り上げ週間12位にランクインした。

## 収録曲
- CD

1. アシンメトリー
  - 作詞：atsuko、作曲：atsuko・KATSU、編曲：KATSU、コーラスアレンジ：蓮沼健介、ホーンアレンジ：YOKAN
  - テレビアニメ『K RETURN OF KINGS』オープニングテーマ
2. 星空に願いを
  - 作詞、作曲：KanadeYUK、編曲・ストリングスアレンジ：山崎寛子
3. アシンメトリー (Off Vocal)
4. 星空に願いを (Off Vocal)

- DVD

1. 「アシンメトリー」MUSIC CLIP